# Elecciones municipales de Pasco de 1998
Las elecciones municipales de Pasco de 1998 se llevaron a cabo el 11 de octubre de 1998 para elegir al alcalde y al Concejo Provincial de Pasco para el periodo 1999-2002. La elección se celebró simultáneamente con elecciones municipales en todo el país.

## Sistema electoral
La Municipalidad Provincial de Pasco es el órgano administrativo y de gobierno de la provincia de Pasco. Está compuesta por el alcalde y el Concejo Provincial.
La votación del alcalde y el concejo se realiza en base al sufragio universal, que comprende a todos los ciudadanos nacionales mayores de dieciocho años, empadronados y residentes en la provincia de Pasco y en pleno goce de sus derechos políticos, así como a los ciudadanos no nacionales residentes y empadronados en la provincia de Pasco.
El Concejo Provincial de Pasco está compuesto por 11 regidores elegidos por sufragio directo para un período de tres (3) años, en forma conjunta con la elección del alcalde (quien lo preside). La votación es por lista cerrada y bloqueada. Para que una lista sea proclamada ganadora debe obtener más del 20% de los votos válidos; en caso ninguna lista logre ese porcentaje, los dos listas más votadas participan en una segunda vuelta o balotaje. Se asigna a la lista ganadora los escaños según el método d'Hondt o la mitad más uno, lo que más le favorezca.

## Composición del Concejo Provincial de Pasco
La siguiente tabla muestra la composición del Concejo Provincial de Pasco antes de las elecciones.
| Partidos | Partidos                                                      | Regidores |
| -------- | ------------------------------------------------------------- | --------- |
|          | Lista Independiente N° 9 MID Pasco                            | 10        |
|          | Lista Independiente N° 11 Frente de Reconstrucción Popular    | 4         |
|          | Lista Independiente N° 5 Pasco Perú                           | 1         |
|          | Lista Independiente N° 17 Pasco Mayoría para el Cambio        | 1         |
|          | Lista Independiente N° 15 Pasco por el Cambio                 | 1         |
|          | Lista Independiente N° 7 Alianza Somos Pasco Unidos por Pasco | 1         |
|          | Lista Independiente N° 13 Frente Patriótico Alternativa Pasco | 1         |

## Partidos y candidatos
A continuación se muestra una lista de los principales partidos y alianzas electorales que participaron en las elecciones:
| Candidatura | Candidatura | Partidos y alianzas                                                           | Candidatos | Candidatos                  | Ideología                                     | Resultado previo | Resultado previo | Ref. |
| Candidatura | Candidatura | Partidos y alianzas                                                           | Candidatos | Candidatos                  | Ideología                                     | Votos (%)        | Reg.             | Ref. |
| ----------- | ----------- | ----------------------------------------------------------------------------- | ---------- | --------------------------- | --------------------------------------------- | ---------------- | ---------------- | ---- |
|             | AP          | Lista - Acción Popular (AP)                                                   |            | Alberto Galindo Terreros    | Humanismo Nacionalismo cívico Reformismo      | 2.90%            | 0                |      |
|             | UPP         | Lista - Unión por el Perú (UPP)                                               |            | Efraín Herrera León         | Socioliberalismo Progresismo Socialdemocracia | Nuevo            | Nuevo            |      |
|             | VV          | Lista - Movimiento Independiente Vamos Vecino (VV)                            |            | Oswaldo de la Cruz Vásquez  | Fujimorismo                                   | Nuevo            | Nuevo            |      |
|             | SP          | Lista - Movimiento Independiente Somos Perú (SP)                              |            | Eduardo Carhuaricra Meza    | Democracia cristiana Conservadurismo social   | Nuevo            | Nuevo            |      |
|             | IND         | Lista - Lista Independiente Frente de Reconstrucción Popular                  |            | Filemón Sudario Remigio     | Localismo pasqueño                            | Nuevo            | Nuevo            |      |
|             | IND         | Lista - Lista Independiente Movimiento Independiente de Avanzada Pasqueña     |            | César Córdova Sinche        | Localismo pasqueño                            | Nuevo            | Nuevo            |      |
|             | IND         | Lista - Lista Independiente Movimiento Independiente Integración y Desarrollo |            | Alfonso Huidobro de la Cruz | Localismo pasqueño                            | Nuevo            | Nuevo            |      |
|             | IND         | Lista - Lista Independiente Movimiento Participemos                           |            | Odilon Silva León           | Localismo pasqueño                            | Nuevo            | Nuevo            |      |
|             | IND         | Lista - Lista Independiente Alternativa                                       |            | Pedro Gardi Melgarejo       | Localismo pasqueño                            | Nuevo            | Nuevo            |      |

## Resultados

### Sumario general
|                        |                                                                       |              |              |              |           |           |
| Partidos y coaliciones | Partidos y coaliciones                                                | Voto popular | Voto popular | Voto popular | Regidores | Regidores |
| Partidos y coaliciones | Partidos y coaliciones                                                | Votos        | %            | ±pp          | Total     | +/−       |
|                        | Movimiento Independiente Vamos Vecino (VV)                            | 16,132       | 33.76        | Nuevo        | 7         | +7        |
|                        | Movimiento Independiente Somos Perú (SP)                              | 10,036       | 21.00        | Nuevo        | 2         | +2        |
|                        | Lista Independiente Frente de Reconstrucción Popular                  | 5,464        | 11.43        | n/a          | 1         | +1        |
|                        | Lista Independiente Movimiento Independiente de Avanzada Pasqueña     | 4,769        | 9.98         | n/a          | 1         | +1        |
|                        | Lista Independiente Movimiento Independiente Integración y Desarrollo | 4,393        | 9.19         | n/a          | 0         | ±0        |
|                        | Lista Independiente Movimiento Participemos                           | 3,184        | 6.66         | n/a          | 0         | ±0        |
|                        | Lista Independiente Alternativa                                       | 1,530        | 3.20         | n/a          | 0         | ±0        |
|                        | Unión por el Perú (UPP)                                               | 1,472        | 3.08         | Nuevo        | 0         | ±0        |
|                        | Acción Popular (AP)                                                   | 810          | 1.69         | –1.21        | 0         | ±0        |
|                        |                                                                       |              |              |              |           |           |
| Total                  | Total                                                                 | 47,790       |              |              | 11        | –8        |
|                        |                                                                       |              |              |              |           |           |
| Votos válidos          | Votos válidos                                                         | 47,790       | 84.49        | +9.06        |           |           |
| Votos en blanco        | Votos en blanco                                                       | 4,685        | 8.28         | –0.30        |           |           |
| Votos nulos            | Votos nulos                                                           | 4,091        | 7.23         | –8.76        |           |           |
| Votos emitidos         | Votos emitidos                                                        | 56,566       | 79.33        | +7.97        |           |           |
| Abstenciones           | Abstenciones                                                          | 14,738       | 20.67        | –7.97        |           |           |
| Votantes registrados   | Votantes registrados                                                  | 71,304       |              |              |           |           |
|                        |                                                                       |              |              |              |           |           |
| Fuente:                |                                                                       |              |              |              |           |           |

## Elecciones municipales distritales

### Resultados por distrito
La siguiente tabla enumera el control de los distritos de la provincia de Pasco. El cambio de mando de una organización política se resalta del color de ese partido.
| Distrito                            | Alcalde(sa) titular         | Partido político | Partido político          | Alcalde(sa) electo(a)        | Partido político | Partido político           |
| ----------------------------------- | --------------------------- | ---------------- | ------------------------- | ---------------------------- | ---------------- | -------------------------- |
| Huachón                             | Genaro Puente Ayala         |                  | Lista Independiente N° 17 | Hodi Puente Carhuaricra      |                  | Somos Perú                 |
| Huariaca                            | Fernando Bazán Calderón     |                  | Lista Independiente N° 25 | Fernando Bazán Calderón      |                  | Frente de Reconstrucción   |
| Huayllay                            | Cipriano Carranza Cristóbal |                  | Lista Independiente N° 11 | Óscar Ricra Villanueva       |                  | Vamos Vecino               |
| Ninacaca                            | Fausto Rivera Soto          |                  | Lista Independiente N° 11 | Alberto Huere Álvarez        |                  | Integración y Desarrollo   |
| Pallanchacra                        | Perfecto Hidalgo Trujillo   |                  | Lista Independiente N° 17 | Perfecto Hidalgo Trujillo    |                  | Vamos Vecino               |
| Paucartambo                         | Luis Arzapalo Imbertis      |                  | Lista Independiente N° 29 | César Atahuamán Carhuachagua |                  | Frente Andino por el Ideal |
| San Francisco de Asís de Yarusyacán | Héctor Cabello Simeón       |                  | Lista Independiente N° 9  | Marino Aliaga Rojas          |                  | Somos Perú                 |
| Simón Bolívar                       | Demetrio Atencio Cristóbal  |                  | Lista Independiente N° 11 | Valentín López Espíritu      |                  | Movimiento Participemos    |
| Ticlacayán                          | Víctor Torres Salcedo       |                  | Lista Independiente N° 13 | Héctor Rímac Callupe         |                  | Movimiento Participemos    |
| Tinyahuarco                         | Miller Aliaga Ángel         |                  | Lista Independiente N° 17 | Miller Aliaga Ángel          |                  | Integración y Desarrollo   |
| Vicco                               | Donaldo Atachagua Pérez     |                  | Lista Independiente N° 17 | Zenón Espinoza Panez         |                  | Integración y Desarrollo   |
| Yanacancha                          | Miguel Bravo Quispe         |                  | Lista Independiente N° 9  | Luis Bravo Bazán             |                  | Vamos Vecino               |